# Apostolska nunciatura v Kazahstanu
Apostolska nunciatura v Kazahstanu je diplomatsko prestavništvo (veleposlaništvo) Svetega sedeža v Kazahstanu, ki ima sedež v Astani.
Trenutni apostolski nuncij je Miguel Maury Buendía.

## Seznam apostolskih nuncijev
- Marian Oles (9. april 1994–11. december 2001)
- Józef Wesołowski (16. februar 2002–24. januar 2008)
- Miguel Maury Buendía (19. maj 2008–danes)